# Macaranga raivavaeensis
Macaranga raivavaeensis là một loài thực vật có hoa trong họ Đại kích. Loài này được H.St.John mô tả khoa học đầu tiên năm 1983.